# Arthur Halberstadt
Arthur Halberstadt (* 18. April 1874 in Wien; † 22. Mai 1950 in Klamm) war ein niederösterreichischer Volksmusikforscher und -sammler im Semmeringgebiet.

## Leben
Arthur Halberstadt entstammte der zweiten Ehe Leopold Anton Halberstadts mit Amalia, geborene Dworak. Leopold Anton Halberstadt war Fabriksbuchhalter und gehörte zunächst dem mosaischen Bekenntnis an, ließ sich jedoch 1864 in Wien katholisch taufen. Arthur wurde katholisch erzogen und genoss als Kind eine profunde musikalische Erziehung, die es ihm ermöglichen sollte, Gehörtes schnell in mehrstimmige Notation zu übertragen. Die Familie Halberstadt verbrachte ihre Sommerfrische stets im Semmeringgebiet, namentlich auf dem Kreuzberg unweit des Breinerhofs, eines bäuerlichen Anwesens. In seinen Schriften erinnerte sich Arthur gerne daran, wie er dieses Gebiet und seine Menschen lieben gelernt hatte. Am Breinerhof lernte er Juliana Breiner kennen, die er 1897 heiratete. Den beiden wurden 1894 Julia, 1899 Arthur und 1900 Leopold geboren. Zunächst wohnte die junge Familie in Mödling doch 1899 ließ Arthur Halberstadt in Klamm auf dem Heiratsgut seiner Schwiegereltern eine größere Villa im Stil der sogenannten „Zimmermannsarbeit“ errichten. Die „Hotel-Pension Rundblick“, die sehr bald auch winterfest eingerichtet wurde, diente der Familie als zeitweiliger Aufenthalt. Die Villa bot darüber hinaus Platz für mehrere Familien, die ihre Sommerfrische fernab des touristisch stark ausgebauten Semmerings auf dem Kreuzberg in noch relativ unberührter Idylle verbringen konnten. Neben der Villa in Klamm bewohnte die Familie ein gekauftes Haus in Wiener Neustadt. 
Beruflich war Arthur Halberstadt als Bankier im Wiener Bankverein tätig. Der Verein unterhielt auch in Wiener Neustadt eine Filiale. Nach seiner Ausbildung in Wien übersiedelte Halberstadt rasch in die dortige Filiale und war bald Bankdirigent, also Standortleiter. Das von ihm 1912 veröffentlichte Buch Eine originelle Bauernwelt widmete er seiner Frau Juliana als Erinnerung an ihre Heimat. Juliana fand sich im städtisch-bürgerlichen Leben schwer zurecht und wohnte lieber in der Villa in Klamm in der Nähe ihres elterlichen Bauernhofs. Während des Ersten Weltkriegs wurde Halberstadt als Bankdirigent „als superarbitriert und unentbehrlich“ vom Militärdienst enthoben. Im Zuge der Bankenkrise 1932 wurde Halberstadt pensioniert und zog sich gänzlich in die Villa Rundblick zurück. Nach dem Einzug von Marie Talmann in die Villa dürfte Juliana auf den Breinerhof gezogen sein. 1945, als das Gebiet um den Semmering heftig umkämpft war, kam Juliana in den Wirren ums Leben. Die Villa wurde arg beschädigt und konnte erst 1951 wieder für Gäste geöffnet werden. Arthur Halberstadt starb in Klamm und wurde auf dem dortigen Friedhof bestattet.

## Forschungstätigkeit
1912 publizierte Arthur Halberstadt mit seinem Werk Eine originelle Bauernwelt die „für Niederösterreich erste volkskundlich-musikalische Gesamtdarstellung einer geschlossenen Landschaft“ (Walter Deutsch). Halberstadt wollte damit einen Beitrag für die „Volkstum- und Volksliedforschung“ leisten. Ganz im Zuge der Zeit stellte er seine gesammelten 22 Lieder, 14 Jodler und 40 Tanzweisen für eine breitere Öffentlichkeit dar. Die Popularität des Werkes drückte sich in drei rasch aufeinander folgenden Auflagen aus. Die noch erhaltenen und im Privatbesitz der Nachfahren Halberstadts befindlichen Vorlagen zum Druckwerk zeigen die Akribie, mit der Halberstadt um Präzision und Aussagekraft bemüht war. Der Sammlung stellte er die Schilderung einiger Bräuche und bäuerlichen Charaktere im Semmeringgebiet voran. Halberstadt ging es vor allem darum, das Semmeringgebiet, das er zu seiner zweiten Heimat erkoren hatte, in seiner Eigenart und Unverwechselbarkeit darzustellen. 
Außer dieser grundlegenden und einzigartigen Sammlung von Liedern und Weisen veröffentlichte Arthur Halberstadt zahlreiche Aufsätze, die sich mit Bräuchen und Charakteren der Region auseinandersetzten. Statt jedoch im Stil der Volkskundler jener Zeit zu schreiben, die Gesehenes möglichst in seinem Ablauf punktgenau wiedergaben, wollte Halberstadt durch seine Schilderungen und Darstellungen ein breiteres Publikum unterhalten und gleichzeitig informieren. Oft erfährt der Leser nur beiläufig Volkskundliches, das Hauptaugenmerk liegt auf den agierenden Charakteren. Halberstadt wollte die menschlichen Originale darstellen.
Als Arthur Halberstadt seine Sammlung von Liedern und Weisen herausgab, war das 1904 ins Leben gerufene Österreichische Volksliedunternehmen bereits an die ihm vom Ministerium für Unterricht übertragene Aufgabe herangegangen, das Volkslied in Österreich zu sammeln, zu systematisieren und zur Veröffentlichung vorzubereiten. Dieses monarchieweite Großunternehmen befand sich in den Vorbereitungen für die Veröffentlichung des reichhaltigen Sammelmaterials. Eine Zusammenarbeit zwischen dem Volksliedunternehmen und Halberstadt fand nicht statt, wiewohl es eine Vereinbarung gab, wonach der Verlag Deutsche Heimat dem Volksliedunternehmen die Aufzeichnungen Halberstadt unentgeltlich zur Verfügung zu stellen hätte.
In der Zeitschrift Das deutsche Volkslied, die vom Deutschen Volksgesang-Verein in Wien herausgegeben wurde und die neuesten Forschungen publizierte, kommt der Name Halberstadt nur vereinzelt vor. Halberstadt verstand sich selbst weniger als Wissenschaftler denn als Volksbildner. Besonders in den 1930er Jahren hielt er Vorträge über das Volksleben im Semmeringgebiet, in denen er aus seinen Schriften vorlas und die Lieder und Weisen des Kreuzbergs mit den Kreuzbergsängern und einer kleinen Blasmusikbesetzung erklingen ließ. Der RAVAG legte er Mitte der 1930er Jahre ans Herz, sich bei der Förderung des echten Volksgesanges und der Volksmusik solcher Kenner zu bedienen, die in direktem Verkehr mit den bergbäuerlichen Sängern und Musikanten stünden.
Arthur Halberstadt publizierte einen Teil seiner Erzählungen und Aufsätze im Heimgarten, den Peter Rosegger 1876/77 gegründet hatte. Ob sich aus den gemeinsam verfolgten Interessen eine Freundschaft entwickelt hatte, kann heute nicht mehr geklärt werden. Ein angeblicher Briefwechsel zwischen den beiden gilt als verloren. Halberstadt sah jedenfalls in Rosegger sein literarisches Vorbild. Tatsächlich erinnern Halberstadts Arbeiten an jene Roseggers und wurden von ihm inspiriert. Weitere Publikationsmedien waren die Schwarzataler Zeitung, die Semmeringer Zeitung und die Deutsche Alpenzeitung. Viele seiner Erzählungen beruhen auf wahren Begebenheiten, die er selbst unmittelbar erlebt oder von seinem langjährigen Freund und Hotelier Karl Feldbacher gehört hatte. Schon als Jugendlicher war Halberstadt von den Liedern und Weisen auf dem Kreuzberg beeindruckt und machte sich wohl die eine oder andere Notiz. Erst als etwa 35-Jähriger notierte er die Lieder und Jodler aus um, sie für die Veröffentlichung vorzubereiten. Die Originelle Bauernwelt vereinte in einer bis dahin unüblichen Form Notensammlung und Volkskundliches in einem Buch.
Arthur Halberstadt versuchte sich selbst als Komponist und Dichter. Von seinen Werken sind allerdings der Nachwelt nur wenige Zeugnisse erhalten geblieben. Im Hinblick auf sein eigenes Begräbnis schrieb er die Serenade für mich, die von den Kreuzbergsängern 1950 an seinem Grab gesungen wurde. Weiters wird ihm das Jodlerlied Mia Kreuzbergsänger zugeschrieben. Publiziert wurde das Mundartgedicht Die fliagate Seel’.

## Publikationen
- Eine originelle Bauernwelt. (Das Volksleben im Semmeringgebiete). Geschildert in Wort und Sang, Wien 1912.
- Der Stoahauser Tanz. Eine Kathrein-Studie aus dem Sengsengebirge. In: Deutsche Alpenzeitung (Dezember 1910) 115–119.
- Das lebende Volkslied. In: Heimgarten 34/12 (1910) 931–936.
- Der weitsichtige Maler. In: Schwarzataler Zeitung (24. Juni 1911) 3.
- Die fliagate Seel’. In: Schwarzataler Zeitung (24. Juni 1911) 3.
- Das neue Geld. Eine wahre Begebenheit aus dem Volksleben im Semmeringgebiete. In: Deutsche Alpenzeitung. Organ des Vereins zur Förderung des Fremdenverkehrs in München und im bayerischen Hochland, 2. Septemberheft 1911.
- Der durstige Seppl. In: Wir leben. Monatsschrift zur Pflege schöngeistiger und künstlerischer  Bestrebungen. Beilage zum Wienerwald–Boten 8 (1911) 11–13.
- Die rationelle Fütterung. In: Wir leben. Monatsschrift zur Pflege schöngeistiger und künstlerischer Bestrebungen. Beilage zum Wienerwald–Boten 10 (1911) 9f.
- Der Neunewind. Eine Marien-Bergsage aus dem Semmeringgebiete. In: Deutsche Heimat. Blatt für Heimatkunde, Heimatschutz und deutsches Kulturleben in Österreich 6 (1911) 89.
- Die Teufelsmauer. Eine wahre Geschichte aus dem Jenseits. (Nach einer alten Anekdote ins bäuerliche Idiom übertragen.). In: Schwarzataler Zeitung (22. Juli 1911) 1–3.
- Im Eifer. Eine wahre Episode aus dem niederösterr. Volksleben. In: Deutsche Heimat. Blatt für Heimatkunde, Heimatschutz und deutsches Kulturleben in Österreich 6 (1911) 90.
- Eine originelle Bauernwelt. (Das Volksleben im Semmeringgebiete), 3. Aufl. (Wien 1912).
- In der Stadt. Eine lustige Bauerngeschichte. In: Heimgarten 36/9 (1912) 681–692.
- Die Hoserldamen. Eine lustige Wintersport-Geschichte aus dem niederösterreichischen Hochlande. In: Deutsche Alpenzeitung (2. Februarheft 1911) 237–240.
- Die versöhnliche Stimmung. In: Deutsche Alpenzeitung (1913) 145f.
- Der alte Deibel. In: Deutsche Alpenzeitung, 1. Jännerheft (1913) 157.
- Die beiden Narren. In: Heimgarten 37/6 (1913) 444–447.
- Peter Rosegger. Gedenkworte des 70. Geburtstages des Dichters unter besonderer Berücksichtigung der Bedeutung seiner mundartlichen Schriften für die Volksliteratur. In: Schwarzataler Zeitung (26. Juli 1913) 1f.
- Volkslieder aus dem Glocknergebiete. In: Schwarzataler Zeitung 9 (30. August 1913) 1–4 u. (6. September 1913) 1–3.
- Bauernehre. Eine bäuerliche Humoreske. In: Heimgarten37/12 (1913) 925–929.
- Gleich und gleich gesellt sich gern. In: Schwarzataler Zeitung (3. Mai 1913) 1.
- Heimatlos. Eine bäuerliche Charakterszene. In: Deutsche Alpenzeitung (1913) 251f.
- Das Wesen des modernen Bankbetriebes. In populärer Weise erzählt (Berlin 1914).
- Das letzte Mittel. Eine bäuerliche Humoreske aus dem niederösterreichischen Hochlande. In: Bergheimat. Zeitschrift für die Erhaltung der Volkstrachten, Volkstum und Heimatliebe (Augsburg 1914) 19–21.
- Feldbachers Erzählungen. In: Bergheimat. Zeitschrift für die Erhaltung der Volkstrachten, Volkstum und Heimatliebe (Augsburg 1914) 45f. (Schluss fehlt).
- Der hohe Besuch. Eine lustige Erinnerung aus der Lebenszeit des Erzherzog Karl Ludwig. In: Heimgarten 38/6 (1914) 434–443.
- Der alte Roth Hansjörgl. Ein Charakterbild aus dem niederösterreichischen Hochlande. In: Heimgarten 38/12 (1914) 837–847.
- Die Kreuzbergsänger und ihre Spielleute. In: Schwarzataler Zeitung (2. März 1935) 2.
- Der einzige Ausweg. Eine kurze, bergbäuerliche Galgenhumoreske. In: Schwarzataler Zeitung (16. März 1935) 4.
- Die Gesangsprobe. Heiteres aus dem Gesangsleben der Kreuzbergsänger. In: Schwarzataler Zeitung (13. und 20. April 1935) 2 u. 4.
- Der verhexte Ziegenbock. In: Schwarzataler Zeitung (31. Dezember 1935) 6.
- Karl Feldbacher. In: Schwarzataler Zeitung (2. November 1935).
- Volksgesang und Volksmusik unserer österreichischen Berge. In: Der Volksruf. Für Wahrheit und Recht 2/3 (1936) 2.
- Die Kreuzbergsänger und ihre Spielleute. In: Heimatland. Monatsschrift für Volksleben und Volkskunst in Österreich 5/2 (1936) 9f.
- Wie ich mit den Kreuzbergsängern und ihren Spielleuten zusammenfand. In: Heimatland. Monatsschrift für Volksleben und Volkskunst in Österreich 5/3 (1936) 18f.

## Liedersammlung
| Titel                             | Liedanfang                                                    | Aufzeichnungsjahr | Aufzeichnungsort       |
| --------------------------------- | ------------------------------------------------------------- | ----------------- | ---------------------- |
| Der Wildschütz                    | Der Wildschütz ziagt mit frischen Muat da hochen Alma zu      | 1889              | Klamm                  |
| Und i kan' ihr's nit feind sein   | Und i kan’ ihr’s nit feind sein, den Dirnderl den kloan       | 1890              | Klamm, Annahof         |
| Der Justament                     | Bei'n Nachbarn drunt' durt is a Moahm                         | 1894              | Klamm, Annahof         |
| Almlied                           | Der Sommer kommt heran, in den Steirerland                    | 1890              | Klamm, Breinerhof      |
| Abschied                          | Hat scho' oans g'schlag'n                                     | 1890              | Klamm, Breinerhof      |
| Almlied                           | Und af da steirischen Alma bin is niedag'sessn                | 1892              | Klamm, Breinerhof      |
| Almlied                           | Da Kaisa liabt sei Land'l, da Baua liabt sei Feld             | 1890              | Klamm, Breinerhof      |
| Almlied                           | Aba nichts von Gold und Edelstein                             | 1890              | Klamm, Schacher        |
| Schau, schau, wia g'scheidt!      | 's Füatal steckt über'n Bach, i schleich's mein Dirnderl nach | 1890              | Klamm, Breinerhof      |
| Prinz Johann-Lied                 | Und das Gamserlschiaß'n is mei' größte Freud                  | 1894              | Klamm, Annahof         |
| 'S g'spreizte Dirndl              | Geh' Dirnderl, geh' spreiz di' nit                            | 1890              | Klamm, Breinerhof      |
| Die Tirolerbuab'n                 | Und die Tirolerbuam, dös san so fesche Leut'                  | 1890              | Klamm, Annahof         |
| Dirndl, geh' her zan Zaun         | Dirndl, geh' her zan Zaun, laß dir in d' Äugle schau'n        | 1890              | Orthof                 |
| Dirndl, geh' her zan Zaun         | Dirndl, geh' her zan Zaun, laß dir in d' Äugle schau'n        | 1904              | Klamm, Annahof         |
| Hochzeitsg'stanzeln               | Und die richtigen Dirnderl, dö bussen so gern                 | 1900              | Klamm, Annahof         |
| Mei' Dirndl                       | Mei' Dirndl is sauba, wia Milli und Bluat                     | 1894              | Klamm, Annahof         |
| Heimweh                           | Wenn der Schnee von den Alpen niedertaut                      | 1888              | Hinterleithen          |
| Almlied                           | Und in da Steiermark, da bleib is neammamehr                  | 1892              | Hinterleithen          |
| Bei mein Dirndal seina Hütt'n ... | Bei mein Diarndal seina Hütten hats an Eisplatt'l gmacht      | 1891              | Klamm, Breinerhof      |
| Und über'n Grab'nbach             | Und üban Grab'nbach und üban Grab'nbach                       | 1892              | Klamm, Breinerhof      |
| Wann i's aufdenk' ...             | Wann i's aufdenk auf mei lustigs Leben                        | 1911              | Oberer Payerbachgraben |
| Fensterlsang                      | Dirndl, bist ha(r)b oda kennst mi net                         | 1911              | Oberer Payerbachgraben |

## Jodlersammlung
| Titel                              | Silbenanfang                         | Aufzeichnungsjahr | Aufzeichnungsort  |
| ---------------------------------- | ------------------------------------ | ----------------- | ----------------- |
| Jodler                             | Ho ho e ho drei di ja ho             | 1892              | Orthof            |
| Jodlervariante                     | ho e ho ho e ho ho ja ho ho e ho     |                   |                   |
| Altes Jodlerlied                   | Ho da rei di e, do da rei di ho      | 1892              | Orthof            |
| Jodler                             | Ho darei di ho e ho d'rei di ho e ho | 1890              | Klamm, Breinerhof |
| Der Rumpler-Jodler                 |                                      | 1896              | Klamm, Rumplerhof |
| Variante                           |                                      | 1898              | Klamm, Rumplerhof |
| Da Durchanand' Jodler              | Ho da rei e di ho e ho e ho          | 1892              | Klamm             |
| Alter Jodler                       | Ho e ho hoe e ho darei e di          | 1894              | Klamm, Breinerhof |
| Jodlerlied                         | Ho e ho e ho e darei e di            | 1888              | Klamm, Breinerhof |
| Alter Jodler                       | Ho de re di ho de re di ho           | 1890              | Hinterleiten      |
| Zweistimmiger Jodler               |                                      | 1896              | Hinterleiten      |
| Der Hinterleitner Jodler           | Da re di ja ho e ho di ja ho         | 1890              | Hinterleiten      |
| Variante des Hinterleitner Jodlers | Da re di ja ho e ho di ja ho         | 1904              | Klamm, Annahof    |
| Der Kloanvadrahte                  | Und da kloanvadrahte ho e ho drei di | 1891              | Klamm, Schacher   |

## Forschungsprojekt
Am Beginn des Forschungsprojektes über Arthur Halberstadt stand eine geplante CD-Produktion mit Liedern aus dem Fundus von Halberstadt. Dr. Edgar Niemeczek von der Kultur.Region.Niederösterreich gewann Maria Ströbl aus Bürg für dieses Vorhaben. 
Im Zuge der Recherchen für den Begleittext einer CD nahm Maria Ströbl mit der Enkelin Arthur Halberstadts und deren Familie Kontakt auf. Neben vielen Fotos fanden sich die Originalaufzeichnungen Halberstadts in Familienbesitz, ebenso ein Gästebuch aus der Zeit, als Halberstadt sein Haus in Klamm als Pension öffnete. Die Suche nach einem verschollenen Briefverkehr Halberstadts mit Peter Rosegger blieb zwar ergebnislos, Dr. Eva Maria Hois vom Steirischen Volksliedwerk stieß jedoch auf weitere Publikationen Halberstadt im Heimgarten. Maria Ströbl führte darauf zahlreiche Interviews mit Gewährspersonen und konnte das von Halberstadt selbst komponierte Begräbnislied ausforschen. Durch die Fülle des durch Lebensdokumente Halberstadts ergänzten Material ergab sich die logische Notwendigkeit einer Publikation und Auswertung des ergiebigen Quellenmaterials. Das Material wurde im Volksliedarchiv der Volkskultur Niederösterreich archiviert und vom dortigen Archivleiter Dr. Peter Gretzel und von Dr. Eva Maria Hois vom Steirischen Volksliedwerk ausgewertet. Alle für das Projekt herangezogenen Quellen können dementsprechend im NÖ Volksliedarchiv eingesehen werden.